# Université d'État de l'Iowa
Pour les articles homonymes, voir ISU.
L'université d'État de l'Iowa (Iowa State University ou ISU en anglais) est une université publique américaine située à Ames, dans l'État de l'’Iowa. Son nom officiel est « Université d'État de sciences et technologie de l'Iowa » (Iowa State University of Science and Technology).

## Équipe sportive
Dans le domaine sportif, les Cyclones d'Iowa State défendent les couleurs de l'université d'État de l'Iowa.